# Joseph Profaci
Giuseppe "Joe" Profaci (pronunciación en italiano: /dʒuˈzɛppe proˈfaːtʃi/; Villabate, 2 de octubre de 1897-Bay Shore, 6 de junio de 1962) fue un jefe de la mafia estadounidense de Nueva York quien fundó lo que luego sería conocido como la familia criminal Colombo. Establecida en 1928, esta fue la última de las Cinco Familias en organizarse. Profaci fue el jefe de la familia por más de tres décadas.

## Biografía

### Primeros años
Giuseppe Profaci nació en Villabate, en la provincia de Palermo, Sicilia, el 2 de octubre de 1897. En 1920, Profaci pasó un año en prisión en Palermo por cargos de robo.

### Lazos familiares
Los hijos de Profaci fueron Frank Profaci y John Profaci. Frank finalmente se unió a la familia criminal Profaci mientras que John siguió una carrera alejada del crimen. Dos de las hijas de Profaci se casaron con los hijos de los mafiosos de la Detroit Partnership William Tocco y Joseph Zerilli.
El hermano de Profaci fue Salvatore Profaci, quien fue su consigliere por años, y se sabe que se dedicaba a la venta de material pornográfico. Uno de los cuñados de Profaci fue Joseph Magliocco, quien finalmente se convertiría en el subjefe de Profaci. Su sobrina, Rosalie, se casó con Salvatore Bonanno, el hijo del jefe de la  familia criminal Bonanno Joseph Bonanno. Profaci era tío de Salvatore Profaci Jr., otro miembro de la familia criminal Profaci.
Rosalie Profaci dio la siguiente descripción de su tío:

Era un hombre extravagante que fumaba grandes cigarros, conducía grandes Cadillacs negros, e hizo cosas como comprar entradas a obras de Broadway para los primos. Pero él no compraba dos o tres o hasta cuatro asientos, él compraba una fila entera.

Luego de salir de prisión en 1921, Profaci emigró a los Estados Unidos, llegando a Nueva York el 4 de septiembre. Se estableció en Chicago donde abrió un colmado y una panadería. Sin embargo, el negocio no tuvo éxito y, en 1925, se mudó a Nueva York, donde ingresó al negocio de importación de aceite de oliva. El 27 de septiembre de 1927, Profaci se convirtió en ciudadano estadounidense. En algún momento luego de su mudanza a Brooklyn, Profaci se vio envuelto con las pandillas locales.

### Ascenso a jefe de familia
El 5 de diciembre de 1928, Profaci asistió a una reunión de mafiosos en Cleveland, Ohio que lo llevaría a ser un jefe criminal en Brooklyn. En octubre de 1928, el jefe de Brooklyn Salvatore D'Aquila fue asesinado. Una parte importante de la reunión de Cleveland, a la que asistieron mafiosos de Tampa, Florida, Chicago, y Brooklyn, era establecer a Profaci como reemplazo de D'Aquila y mantener la calma entre las pandillas de Brooklyn. Magliocco fue nombrado el segundo en comando junto a Profaci.
Dada la falta de experiencia de Profaci en el crimen organizado, no es claro porqué las pandillas neoyorquinas le dieron el poder en Brooklyn. Algunos especulan que Profaci recibió esta posición debido al estatus de su familia en Sicilia, donde ellos habrían pertenecido a la Mafia de Villabate. Profaci también se habría beneficiado de los contactos que hizo a través de su negocio de importación de aceite de oliva. La policía de Cleveland finalmente hizo una redada en la reunión y expulsó a los mafiosos de la ciudad pero el objetivo de Profaci se cumplió.
Para 1930, Profaci controlaba las loterías, la prostitución, la usura y el tráfico de narcóticos en Brooklyn. En 1930, se inició la guerra de los Castellammarenses en Nueva York. Algunas fuentes dicen que Profaci se mantuvo neutral, mientras que otras afirman que estuvo firmemente alineado con el jefe de los Castellammarenses Salvatore Maranzano. Cuando la guerra terminó en 1931, el jefe mafioso Charles "Lucky" Luciano reorganizó las pandillas de Nueva York en cinco familias criminales. En este punto, Profaci fue reconocido como jefe de lo que se llamó como la familia criminal Profaci, con Magliocco como subjefe y Salvatore Profaci como consigliere.
Cuando Luciano creó el Sindicato nacional del crimen, también conocido como la Comisión, le dio a Profaci un asiento en la junta de gobierno. El aliado más cercano de Profaci en la junta era Bonanno, quien cooperaría con Profaci en los siguientes treinta años. Profaci también era aliado de Stefano Magaddino, el jefe de la familia criminal de Búfalo.

### Negocios y fe
Profaci logró la mayor parte de su fortuna a través de tradicionales empresas ilegales como protección de garitos y extorsión. Sin embargo, para protegerse a sí mismo de cargos de evasión de impuestos federales, mantuvo su negocio original de importación de aceite de oliva, conocido como Mamma Mia Importing Company, lo que dio lugar a su apodo "Olive Oil King". Cuando la demanda de aceite de oliva aumentó en Estados Unidos después de la Segunda Guerra Mundial, su negocio prosperó. Profaci fue propietario de otros 20 negocios que empleaban a cientos de trabajadores en Nueva York.
Profaci tenía una gran casa en Bensonhurst, Brooklyn, una casa en Miami Beach, Florida, y una propiedad de 328 acres (1,33 km²) cerca de Hightstown, Nueva Jersey, que previamente había pertenecido al presidente Theodore Roosevelt. La hacienda de Profaci tenía su propia pista de aterrizaje y una capilla con un altar que replicaba a la de la Basílica de San Pedro en Roma.
Profaci era un católico devoto y hacía generosas donaciones a las caridades de la iglesia católica. Miembro de los Caballeros de Colón,  Profaci invitaba sacerdotes a su hacienda para celebrar misa. En mayo de 1952, un ladrón robó unas valiosas coronas enjoyadas votivas de la capilla de la Regina Pacis en Brooklyn. Profaci envió a sus hombres a recuperar las coronas y se reporta que mataron al ladrón. Sin embargo, las versiones que hablan de que el ladrón fue ahorcado con un rosario son infundadas.
En 1949, el Vaticano recibió una petición de un grupo de católicos neoyorquinos de conferir un título de caballero a Profaci. Sin embargo, cuando el Fiscal de Distrito de Brooklyn se quejó sobre el pedido, la Santa Sede negó la petición.

### Problemas legales
En 1953, la agencia tributaria de los Estados Unidos demandó a Profaci por más de 1,5 millones de dólares de impuestos sobre la renta no pagados. Los impuestos permanecían impagos cuando Profaci murió nueve años después.
En 1954, el Departamento de Justicia de los Estados Unidos pretendió revocar la ciudadanía de Profaci. El gobierno alegaba que cuando Profaci ingresó a los Estados Unidos en 1921, mintió a los oficiales de inmigración acerca de si tenía récord de arrestos en Italia. En 1960, una corte de apelación de los Estados Unidos revocó la orden de deportación a Profaci, finalizando la acción legal.
En 1956, oficiales de la ley grabaron una conversación telefónica entre Profaci y Antonio Cottone, un mafioso siciliano, sobre exportar naranjas sicilianas a los Estados Unidos. En 1959, agentes de aduana interceptaron uno de esos envíos de naranjas en Nueva York. El envío contenía 90 naranjas de cera conteniendo un total de 110 libras (49,9 kg) de Heroína pura. Los contrabandistas en Sicilia habían llenado las naranjas huecas con heroína hasta que pesaran tanto como las reales y luego las empacaron entre las otras en el envío. Profaci nunca fue investigado por este crimen.
En 1957, Profaci asistió a la Conferencia de Apalachin, un encuentro nacional de la mafia, en la granja del mafioso Joseph Barbara en Apalachin, Nueva York. Mientras la conferencia se celebraba, miembros de la policía estatal rodearon la granja e iniciaron una redada. Profaci fue uno de más de 60 mafiosos arrestados ese día. El 13 de enero de 1960, Profaci y otros 21 fueron acusados de conspiración y fue sentenciado a cinco años de prisión. Sin embargo, el 28 de noviembre de 1960, una corte de apelaciones de los Estados Unidos revocó el veredicto.

### Primera Guerra de los Colombo
En contraste a la generosidad de Profaci con sus parientes y la iglesia, muchos de sus hombres lo consideraban avaro y malvado con el dinero. Una razón para su rencor era que Profaci requería a cada miembro de la familia pagar un diezmo mensual de 25 dólares, una antigua costumbre de las pandillas sicilianas. El dinero, que sumaba unos 50,000 dólares al mes, tenía como fin el sostener a las familias de los mafiosos que estaban presos. Sin embargo, la mayor parte del monto se quedaba con Profaci. Adicionalmente, Profaci no toleraba ningún desacuerdo con sus políticos, y las personas que expresaban su descontento eran asesinadas.
El 27 de febrero de 1961, los Gallo, liderados por Joe Gallo, secuestraron a cuatro de los principales hombres de Profaci: el subjefe Magliocco, Frank Profaci (hermano de Joe Profaci), el capo Salvatore Musacchia y el soldado John Scimone. Profaci mismo eludió ser capturado y huyó a Florida. Mientras retenían a los cautivos, Larry y Albert Gallo enviaron a Joe Gallo a California. Los Gallo demandaban un esquema financiero más favorable como condición para liberar a los rehenes. Gallo quería matar a uno de ellos y demandar 100,000 dólares antes de iniciar las negociaciones, pero su hermano Larry lo contradijo. Luego de unas pocas semanas de negociación, Profaci hizo un acuerdo con los Gallo. El consigliere de Profaci Charles "the Sidge" LoCicero negoció con los Gallo y todos los rehenes fueron liberados pacíficamente. Sin embargo, Profaci no tenía intención de cumplir con el acuerdo de paz. El 20 de agosto de 1961, Joseph Profaci ordenó el asesinato de los miembros de los Gallo Joseph "Joe Jelly" Gioielli y Larry Gallo. Pistoleros supuestamente mataron a Gioielli luego de invitarlo a pescar. Larry Gallo sobrevivió a un intento de estrangulamiento en el Sahara club de East Flatbush por Carmine Persico y Salvatore "Sally" D'Ambrosio luego de que un oficial de policía interviniera. Los hermanos Gallo estuvieron previamente alineados con Persico contra Profaci y sus leales; Los Gallo entonces empezaron a llamar a Persico "The Snake" (La serpiente) luego de que él los traicionara. La guerra continuó con nueve muertos y tres desaparecidos. Con el inicio de la guerra de pandillas, el grupo de los Gallo se retiró al Dormitory.

### Punto muerto
Para 1962, la salud de Profaci estaba deteriorada. A inicios de ese año, Carlo Gambino y el jefe de la familia criminal Lucchese Tommy Lucchese trataron de convencerlo de renunciar para terminar la guerra. Sin embargo, Profaci sospechaba que los dos jefes estaban secretamente apoyando a los hermanos Gallo y querían tomar control de su familia. Profaci se negó vehementemente a renunciar; aún más, advirtió que cualquier intento de removerlo daría lugar a una guerra aun mayor. Gambino y Lucchese no continuaron con esos esfuerzos.

### Muerte
El 6 de junio de 1962, Profaci murió en el South Side Hospital en Bay Shore, Nueva York de cáncer de hígado. Esta enterrado en el Saint John Cemetery en el barrio de Middle Village en Queens, en uno de los mausoleos más grandes del cementerio.
Luego de la muerte de Profaci, Magliocco lo sucedió como jefe de la familia. A fines de 1963, la Comisión forzó a Magliocco a renunciar e instalaron a Joseph Colombo como jefe de la familia. En ese momento, la familia criminal Profaci se convirtió en la familia criminal Colombo.